# USS Shoup (DDG-86)
USS Shoup (DDG-86) —  есмінець КРО типу «Арлі Берк» ВМС США. Тридцять шостий корабель цього типу в складі ВМС, будівництво яких було схвалене Конгресом США. Корабель названий на честь Девіда М. Шупа, 22-го коменданта корпусу морський піхоти США.

## Назва
Корабель названий на честь Девіда М. Шупа, генерала корпусу морської піхоти США, який був нагороджений медаллю Пошани за участь у Другій світовій війні, 22-й комендант корпусу морської піхоти США. Після відставки - один з найбільш впливових критиків В'єтнамської війни.

## Будівництво
Корабель побудований на корабельні Ingalls Shipbuilding, розташованої в Паскагулі, штат Міссісіпі.
Контракт на будівництво був отриманий 13 вересня 1996 року. Будівництво було почате 10 листопада 1998 року. 13 грудня 1999 року відбулася церемонія закладки кіля. 22 листопада 2000 року відбулася церемонія спуску на воду і хрещення. 11 грудня 2001 року вийшов на перші морські випробування, які проходили в Мексиканській затоці. 18 лютого 2002 відбулася церемонія передачі замовнику - ВМС США. 22 квітня покинув корабельню в Паскагулі. 22 червня в Сіетлі, штат Вашингтон, відбулася церемонія введення в експлуатацію. Порт приписки військово-морська база Еверетт, штат Вашингтон.

## Бойова служба
1 серпня 2010 року близько 23:30 годин за місцевим часом в 56 милях на північний захід від Пойнт Лома зіткнувся з цивільним 6,4 метровим човном, на борту якого знаходилося 3 пасажири. В результаті події було пошкоджено корпус човна зі склопластику, але він залишився на плаву, а на корпусі есмінця була зіскоблено фарбу. Ніхто з людей не постраждав.
З 13 по 17 липня 2017 року взяв участь у морській фазі тристоронніх навчань «Малабар 2017», яка проходила  у Бенгальській затоці.
В листопаді 2018 року брав участь в навчаннях Valiant Shield 2018.